# Beata germaini
Beata germaini är en spindelart som beskrevs av Simon 1902. Beata germaini ingår i släktet Beata och familjen hoppspindlar. Inga underarter finns listade.